# Ummanunu
Ummanunu war ein elamitischer König, der im frühen 6. Jahrhundert v. Chr. regierte. Er war der Vater von Šilhak-Inšušinak II.
Über die Geschichte von Elam nach der Plünderung von Susa durch die Assyrer im Jahr 647 gibt es nur wenig Informationen. Meist wird davon ausgegangen, dass Elam eine assyrische Provinz und dann eine Provinz des Neubabylonischen Reiches wurde und für immer seine Eigenständigkeit verlor. Neuere Textfunde haben jedoch gezeigt, dass in diesem Zeitraum, vor der Ankunft der Perser, einige Herrscher zu datieren sind, die in Elam eigenständig regierten, als Erbauer von Tempeln auftreten und Feldzüge führten.
Ummanunu war einer dieser Herrscher. Er war Sohn von Indada at Mālamīr und regierte in Susa. Sein Name ist auf einer in Susa gefundenen Stele bezeugt. Das Ausmaß der Selbständigkeit der Könige von Elam wie Ummanunu gegenüber dem frühen Achämenidenreich darf jedoch nicht überschätzt werden.